# Marco Fión
Marco Antonio Fión Castellanos (Santa Elena de la Cruz; 17 de enero de 1947-Ciudad de Guatemala; 8 de septiembre de 2018) fue un futbolista guatemalteco que jugaba como centrocampista.

## Trayectoria
Comenzó como jugador del Tipografía Nacional en 1964. Luego en 1969, se trasladó al Municipal, donde ganó la Liga Nacional de 1969-70.
Pasó al Aurora, ganando la Liga Nacional 1975, la Copa Fraternidad Centroamericana 1976, la Liga en 1978 y nuevamente la Fraternidad de 1979. En 1981, se fue al Finanzas Industriales junto con otros grandes jugadores como Lijón de León, "Nixon" García y José Emilio Mitrovich, retirándose al año siguiente.

## Selección nacional
Jugó el Preolímpico de Concacaf de 1976 y tras conseguir el segundo puesto, calificó a los Juegos Olímpicos de Montreal. En territorio canadiense, jugó los tres partidos y anotó el gol de Guatemala en la derrota contra Francia de 4-1.

### Participaciones en Juegos Olímpicos
| Torneo                   | Sede     | Resultado     |
| ------------------------ | -------- | ------------- |
| Juegos Olímpicos de 1976 | Montreal | Primera ronda |

## Clubes
| Club                  | País      | Año       |
| --------------------- | --------- | --------- |
| Tipografía Nacional   | Guatemala | 1964-1969 |
| Municipal             | Guatemala | 1969-1970 |
| Aurora                | Guatemala | 1971-1980 |
| Finanzas Industriales | Guatemala | 1981-1982 |

## Palmarés

### Títulos nacionales
| Título        | Equipo    | País      | Año     |
| ------------- | --------- | --------- | ------- |
| Liga Nacional | Municipal | Guatemala | 1969-70 |
| Copa Nacional | Municipal | Guatemala | 1969    |
| Liga Nacional | Aurora    | Guatemala | 1975    |
| Liga Nacional | Aurora    | Guatemala | 1978    |

### Títulos internacionales
| Título                                | Equipo (*) | País      | Año  |
| ------------------------------------- | ---------- | --------- | ---- |
| Campeonato de Naciones de la Concacaf | Guatemala  | Honduras  | 1967 |
| Copa Fraternidad Centroamericana      | Aurora     | Guatemala | 1976 |
| Copa Fraternidad Centroamericana      | Aurora     | Honduras  | 1979 |

(*) Incluyendo la Selección.